# Vélodrome international de Jakarta
Le vélodrome international de Jakarta est un complexe sportif situé à Rawamangun, à Jakarta-Est, en Indonésie. L'arène a été utilisée comme site pour les Jeux asiatiques de 2018 et les Jeux para-asiatiques de 2018,. Le vélodrome couvre une superficie d'environ 9,5 hectares. L'arène sportive a une piste cyclable de 250 m, conçue par Schuermann Architects (de), des court de tennis et des piscines. Le vélodrome a une capacité de 3 500 places assises pour le cyclisme sur piste et de 8 500 places assises pour des spectacles et des concerts. Bien que conçu pour les courses cyclistes, le complexe sera également utilisé pour diverses activités sportives telles que le volleyball, le badminton et le futsal. Le vélodrome est certifié «Classe 1» par l'Union cycliste internationale (UCI). 
Le site d'origine a été construit en 1973 et démoli pour laisser la place au vélodrome actuel. Auparavant, le dernier vélodrome était utilisé pour les Jeux d'Asie du Sud-Est de 2011. Le vélodrome de Rawamangun démoli était extérieur et classé comme norme nationale, mais après la rénovation, le site cycliste a été transformé en vélodrome intérieur en conformité avec les normes internationales et avec la certification de l’UCI. 